# Ezaria montana
Ezaria montana är en mångfotingart som beskrevs av Masatoshi Takakuwa 1942. Ezaria montana ingår i släktet Ezaria och familjen Xystodesmidae. Inga underarter finns listade i Catalogue of Life.